# Countrywide Classic 2006
Il Countrywide Classic 2006 è stato un torneo maschile professionistico di tennis giocato sul cemento. È stata l'80ª edizione del Los Angeles Open, conosciuto in precedenza come Pacific Southwest Championships, e faceva parte della categoria International Series nell'ambito dell'ATP Tour 2006. Si è svolto al Los Angeles Tennis Center dell'UCLA a Los Angeles, negli Stati Uniti, dal 24 al 30 luglio 2006.

## Partecipanti

### Teste di serie
| Giocatore         | Nazionalità | Ranking* | Testa di serie |
| ----------------- | ----------- | -------- | -------------- |
| Andy Roddick      | Stati Uniti | 11       | 1              |
| Lleyton Hewitt    | Australia   | 12       | 2              |
| Fernando González | Cile        | 16       | 3              |
| Robby Ginepri     | Stati Uniti | 17       | 4              |
| Andre Agassi      | Stati Uniti | 20       | 5              |
| Tommy Haas        | Stati Uniti | 21       | 6              |
| Dominik Hrbatý    | Germania    | 22       | 7              |
| Dmitrij Tursunov  | Russia      | 31       | 8              |

- Ranking al 17 luglio 2006.

### Altri partecipanti
Giocatori che hanno ricevuto una Wild card:
- Andy Roddick
- Scott Oudsema
- Sam Querrey

Giocatori passati dalle qualificazioni:
- Benjamin Becker
- George Bastl
- Wayne Arthurs
- Zack Fleishman

## Campioni

### Singolare
Tommy Haas ha battuto in finale  Dmitrij Tursunov con il punteggio di 4–6, 7–5, 6–3

### Doppio
Mike Bryan /  Bob Bryan hanno battuto in finale  Eric Butorac /  Jamie Murray con il punteggio di 6–2, 6–4